# 알프레드 은디아예
알프레드 존 모마르 은디아예(프랑스어: Alfred John Momar N'Diaye, 1990년 3월 6일 ~ )는 FC 노아에서 수비형 미드필더로 활약하는 세네갈의 프로 축구 선수로, 센터백으로도 활약하고 있다. 프랑스에서 태어난 그는 세네갈 국가대표팀에서 활약했다.

## 구단 경력

### 초기 경력
프랑스 파리에서 태어난 은디아예는 방되브르르낭시의 US 방되브르에서 그의 경력을 시작했다. 14살 때, 그는 그 지역에서 가장 큰 클럽인 AS 낭시에 가입하기 위해 구를 가로질러 이동했다. 도착하자마자, 알프레드는 초기의 힘든 일들을 견뎌냈지만, 아카데미에서의 두 번째 시즌 이후 빠르게 주목을 받았다. 2006년, 그는 그의 첫 프로 계약을 맺었다.

### 낭시
은디아예는 2007-08 시즌, 17세의 나이로 쿠프 드 라 리그에서 데뷔하였고, 3-0으로 패한 랑스와의 경기에서 프레데리크 비앙칼라니와 하프타임에 교체되어 출전하였다. 이 경기에서 그는 어린 낸시 리저브 팀이 강등을 면하는 데 도움을 주는 리저브 팀으로 다시 강등될 수 있는 유일한 경기 출전이었다.
시즌 후, 은디아예는 2008-09 시즌에 성인 국가대표팀으로 승격했다. 그는 등번호 29번을 부여받았고, 0-0으로 비긴 릴과의 시즌 개막전에서 교체로 출전해 리그 데뷔 전을 치렀다. 두 달 후, 그는 1-1로 비긴 파리 생제르맹 전에서 첫 리그 선발 출전을 기록했다. 그의 긍정적인 플레이로 그는 스타드 벨로드롬에서 열린 올랭피크 드 마르세유와의 경기에서 90분 내내 뛰었고, 쿠프 드 라 리그의 그르노블, 그리고 쿠프 드 프랑스의 SO 로모랑탱과의 컵 경기에서 120분을 뛰었다. 그는 총 27경기에 출전해 7장의 옐로 카드를 받았다.

### 부르사스포르
2011년 7월 1일, 낭시는 구단 홈페이지를 통해 튀르키예의 부르사스포르와 은디아예 이적에 합의했음을 확인했다. 7월 3일, 200만 유로의 이적료로 계약이 완료되었다.

### 알샤바브
2019년 8월 30일, 은디아예는 사우디아라비아의 알샤바브 FC로 이적하였다.
2022년 8월 24일, 은디아예는 계약에서 해제되었다.

## 국가대표팀 경력
프랑스 청소년 축구 국가대표팀을 거친 그는 세네갈 국가대표팀에서 뛰기로 결심하고 2013년 첫 시니어 국가대표팀 경기를 치렀다.
2018년 5월, 그는 러시아의 2018년 FIFA 월드컵을 위한 세네갈의 23명의 선수단에 이름을 올렸다. 은디아예는 토너먼트 기간 동안 폴란드와 일본을 상대로 두 번의 조별 리그 경기에서 세네갈 국가대표로 출전했다.